# 重要参考人探偵
『重要参考人探偵』（じゅうようさんこうにんたんてい）は、絹田村子による日本の漫画作品である。
『増刊flowers』（小学館）にて2013年6月号（初夏号）から2014年12月号（冬号）にかけて散発的に連載され、後に本誌の『月刊フラワーズ』（同社刊）に移籍して、2015年9月号から2018年2月号まで連載された。単行本は「フラワー・コミックスα」より全7巻が刊行されている。
2017年10月期にテレビ朝日系でテレビドラマ化された。

## あらすじ
モデルの弥木圭は、5歳の時に初めて林の中で死体を発見したのを革切りに、幾度となく様々な死体の第一発見者となる不思議な体質になってしまった。死体を発見するだけならまだしも、慣れから生じた落ち着きぶりと仕事優先の逃避の行動ゆえに、しばしば重要参考人として疑いをかけられてしまう。事件発生時、周囲の人間は全員が圭を犯人だと信じて疑わず、キレやすい性格が仇となって容疑者にされ手錠をかけられるのは珍しくない。
無実を知るモデル仲間の、推理オタクの周防斎とナンパ好きのシモン藤馬と共に、自分にかけられた容疑を晴らすため事件に立ち向かう。しかし事件に遭遇する中で、圭自身も知らない謎が浮かび上がる。

## 登場人物

### 主要人物
弥木圭（まねき けい）
弱小モデル事務所「ウェーブ」所属の八頭身のモデル。
気が強く喧嘩腰ですぐキレる。死体の第一発見者と重要参考人になるのが常。自称「名探偵」の斎とは異なり、真の意味で卓越した推理力を発揮して事件解決する。自分にしか真相を見抜けないと思い込んでいる節があるため、本職の捜査員である古仙が自分と同じ結論に達したことに驚愕した。しかしその推理力で第一発見者を回避することはできず、勘も全然働かない。死体の第一発見者という体質が原因で女性に捨てられた過去があることが発覚している。
5歳の時に立入禁止のロープが張られた林に入り、初めて死体の第一発見者となって以来、溺死・焼死・轢死など様々な遺体の第一発見者となる。損壊した死体にはいつまで経っても慣れないが、死体を発見してしまう「体質」には適応せざるを得ず、事情聴取で仕事に穴を開けるのを嫌って居合わせた他者に押しつけてしまう。しかし厄介事に巻き込まれるのを忌避するあまり通報を怠って、むしろ警察を含めた周囲の疑惑を深めてしまう。
第6話では捜査官の挑発的な言葉に簡単にキレて胸倉を掴み、公務執行妨害で手錠をかけられる。
「第15話◎一緒にドライブ」にて強盗犯が車のトランクに隠れて病死した件でも、ヒッチハイクのOL・秋田真穂に殺人犯だと疑われ、交番の警察官にも死体を隠したと思われて、疑いは晴れるも一泊するという自業自得の憂き目に遭った。ご近所トラブルの逆恨みで女性が殺された事件では、初対面の担当捜査官に自分を知られていることを不思議がるが、警察では「必ず第一発見者になる」という怪しすぎる人物として警戒されていることを自覚していない。母親と古仙刑事が知り合いであることを知り、何か自身の知らない事実があるのではないかと疑念を抱く。
「第22話◎あざやかな邂逅」で殺人事件を解決した直後、事件が起きた石長島（いわながじま）が生まれ故郷であり、5歳の時に初めて見つけた死体が父・要人だと思い出す。父の事件の真相を調べて訪ねたフリーライター・織井から「第24話◎逃亡者」でとあるデータを託される。一ツ橋署の奥井刑事や警視庁の登刑事に頭ごなしに犯人と決めつけられるが、証拠も無いのに攻撃しても何も言わないと判断した古仙により一時的に釈放され、その後被疑者として指名手配される。頼みの綱の織居が殺されて動転していたが、真犯人が落とした凶器の包丁から、織居と父親の事件の真犯人の正体に気づく。
周防斎（すおう いつき）
圭のモデル仲間。
大の推理マニアで、圭が事件に巻き込まれると嬉々として推理を展開させるが、的外れの場合が多い。周防グループの御曹司であり、当主の父親に次代当主としてモデルを引退するよう迫られている。
シモン藤馬（しもん とうま）
圭のモデル仲間。
ナンパ好きで暇さえあれば年齢を問わず女性に声をかけるが、それは心からの言動であるため、相手の老女でさえ頬を染めてまんざらでもない様子。趣味で美大のヌードのデッサンモデルをしている。実家は花屋。日本人の父とフランス人の母を持つハーフ。

### モデル事務所
浪江篠介（なみえ しのすけ）
圭らが所属する小さなモデル事務所「ウェーブ」の社長。
所属するモデルは全員、自らがスカウトしてきた少数精鋭。元カリスマモデルで人脈が広く、ファッション誌から旅行ムック、模擬挙式までどんな仕事でも引き受ける。
瓦あやめ（わたり あやめ）
ウェーブのデスク。
牧太 譲（まきた ゆずる）
ウェーブのマネージャー。小太りの男性。

### 主要人物の家族
周防実香（すおう さねか）
周防グループの総帥で、斎の父。
既に約束の期限が過ぎているのに、いまだモデル業を続ける息子を一刻も早くグループに戻したがっている。
弥木主計（まねき かずえ）
圭の母。
圭が死体に遭遇することはなくなっていると思っているが、実はむしろ増えていることを知らない。
自室には幼い圭と彼が最初に遭遇した被害者が一緒に写った写真を隠し持っており、圭が5歳の時のことを話そうとすると険しい表情で大声を出して遮るなど挙動不審な様子だった。圭が俳優として舞台に立ち、例のごとく容疑者になってしまった際、古仙刑事と意味深な会話をする。圭が父親の記憶を失っていることを知り、周囲から疑惑の目で見られていることもあって東京に移り住んだ。
藤馬沙良（とうま さら）
シモンの姉。第14話「注文の多い花屋」で登場。
実家の花屋「フラワーショップ藤馬」の従業員として働いている。感性に浸り時間のかかる母親と、その上にタダで花を女性に配る弟、2人に甘い父親に頭を抱えている。
藤馬クリスティーヌ（とうま くりすてぃーぬ）
シモンと沙良の母。フランス人の女性。
藤馬園蔵（とうま えんぞう）
シモンと沙良の父で、クリスティーヌの夫。「フラワーショップ藤馬」の店長。
弥木要人（まねき かなめ）
圭の父で、主計の夫。石長島の昔の場所にあった駐在所勤務の警察官だった。
圭が最初に遭遇した死体であり、現場には覚醒剤が散乱していた。古仙の秘密に気づき自首を勧めるも、逆に口封じに殺されてしまった。

### 警察
神山（かみやま）
一ツ橋署の男性捜査官。
背が低いことを気にしており、背が高くイケメンの圭に対する僻みもあってか、圭を犯人と決めつける言動を度々する。
頼母（たのも）
一ツ橋署の女性捜査官。神山よりも背が高い。
但見（たじみ）
青山署の警察官。第7話で圭に手錠をかけた。
登一学（のぼり いちがく）
刑事部捜査第一課の警察官。35歳。第17話で登場した若い捜査官。
ドラマの刑事に憧れて警察官になったため現実とドラマを混同し、現実の書類と格闘している。常に第一発見者となる圭の怪しい経歴から、強盗事件の犯人に違いないと先入観を持った。
フリーライターが殺された事件では当て推量で追いつめているつもりだったが、鑑識の報告を待てと古仙に制止された。しかし、圭から渡されたファイルの写真に映る、警察幹部と思われた人物が実はヤクザの幹部だと気づき、尊敬する古仙の犯罪を暴くことになる。
古仙淳（こせん あつし）
刑事部捜査第一課のベテラン捜査官。
圭と同等かそれ以上の卓越した推理力を有しており、暴走する登の手綱を引き絞る。
圭が舞台で容疑者にされた際、圭の母・主計に「貴方の眼から見てどうですか?」と何事かを確認していた。証拠も無しに圭を犯人と決めつける登に釘を刺す。
実は圭の父・要人とフリーライター織居を殺害した犯人であり、陰でヤクザと繋がっていた。圭を苦しめるために投身自殺を図るが、当の圭に救われて刑に服すことになる。連行される車中で意味深な独り言を呟く。
奥井（おくい）
一ツ橋署の男性捜査官。
圭の通報で織居の事件を捜査することになるが、圭の供述に疑念を抱く。

### 関係者
織居和彦（おりい かずひこ）
未解決事件専門のフリーライター。42歳。
17年前の圭の父親の事件を追っており、重要な手がかりを掴んでいたが包丁で刺殺された。

## 書誌情報

### 漫画
- 絹田村子 『重要参考人探偵』 小学館〈フラワー・コミックスα〉 全7巻
  1. 2015年3月10日発売[小 1]、ISBN 978-4-09-136806-5
  2. 2016年2月10日発売[小 2]、ISBN 978-4-09-138235-1
  3. 2016年7月8日発売[小 3]、ISBN 978-4-09-138627-4
  4. 2016年12月9日発売[小 4]、ISBN 978-4-09-138683-0
  5. 2017年6月9日発売[小 5]、ISBN 978-4-09-139310-4
  6. 2017年11月10日発売[小 6]、ISBN 978-4-09-139790-4
  7. 2018年6月8日発売[小 7]、ISBN 978-4-09-870124-7

### 小説
- 絹田村子（原作）、百瀬しのぶ（著）『重要参考人探偵』小学館〈小学館文庫〉、全1巻
  - 2017年11月17日発売[4]、ISBN 978-4-09-406474-2

## テレビドラマ
2017年10月20日から12月8日まで毎週金曜日23時15分 - 翌0時15分に、テレビ朝日系の「金曜ナイトドラマ」枠で放送された。主演は玉森裕太。

### あらすじ（テレビドラマ）
モデルの弥木圭は、なぜか様々な場所や場面で死体の第一発見者となってしまう特異体質な男である。大学の同級生である交際相手・早乙女果林を面倒に巻き込んでしまわぬよう、彼女には理由を告げずに別れていた。
数年後、モデル仲間の周防斎、シモン藤馬と共に仕事で出席した時計メーカーのパーティーで死体の第一発見者となってしまった圭は、刑事として現場に現れた果林と再会する。圭は警察に嫌疑をかけられるが、斎とシモンの助けを借りて真犯人を推理し、自らの疑いを晴らした。しかしその後も連続して殺人事件の第一発見者＝重要参考人となってしまったため、上司である刑事・登一学に果林は、非番の日もできるだけ圭を見張るよう命じられる。
ある日、いつものように圭、斎、シモンの3人はモデル事務所社長・浪江篠介に仕事を任され、石長島（いわながじま）の温泉旅館を訪れるが、圭は既視感を覚える。そして旅館で殺人事件の第一発見者となってしまった圭は、警察が来るまで隔離された離れの部屋で、20年前にこの島で起こった「石長島交番警察官殺害事件」のスクラップ記事を発見する。その事件の被害者が自分の父・弥木要人であることや、それを発見したのが7歳の自分であったこと、その場で誰かに首を絞められて気絶させられたことを思い出し、圭はショックを受ける。犯人はいまだ捕まっておらず、また現場に残された大量の覚せい剤により要人には薬物密売の疑いがかけられたままだった。事件の真相究明を決意した圭は、温泉旅館での殺人事件を解決した後、「石長島交番警察官殺害事件」を取材していたフリーライター・織居和彦とコンタクトをとる。しかし事務所で何者かに襲われた織居は、瀕死の状態で圭に鍵を託して息を引きとる。圭は織居殺害の容疑で指名手配されるが、斎やシモン、そして要人の無実を信じているという警視庁捜査一課長・古仙淳の手引きにより検問を突破。託された鍵でUSBメモリを手に入れる。USBに入っていたのは「指定暴力団石神組（いわかみぐみ）」という画像ファイルや、「ヤマダタロウ」名義の織居への入金記録などだった。
一方、同じく20年前の事件を追っていた登と果林は、当時、警察内部の不祥事を隠すために捜査が打ち切られたことや、その捜査本部の管理官を務めていたのが現在の警視総監である吉倉清司だったこと、覚せい剤の出所が石神組であったことや、警察内部に内通者がいたことなどを突き止めていた。独自で動くことに限界を感じた圭は、警察内で唯一信用できる果林にUSBのデータを託すが、果林は何者かに拉致され、データを渡さなければ命はないと何者から脅しを受ける。圭たち3人は果林を助けるため倉庫の屋上へ向かうが、そこには味方だったはずの古仙を含む警察が待ち伏せていた。身柄を拘束された圭は「火事場のバカ推理」で、自分達の行動が筒抜けだった状況から古仙が真犯人であると推理する。推理を聞いた登は自身のクビをかけて古仙の身体検査を行い、USBメモリを発見。証拠をつきつけられた古仙は高笑いしながら20年前の自白を始める。そして古仙はゲームのように、圭に自分を殺させようと挑発したり、圭が果林の死体の第一発見者となるようトラップを仕掛けたりしていたが、圭が果林を無事に救出したため膝から崩れ落ちる。
古仙逮捕により要人の無実が証明され、圭は死体を見ることがなくなっていた。そこで果林とあらためて今後の話をしようと歩き出した途端、目の前に人が転落し、またしても圭が第一発見者となってしまったところで物語は終了する。

### 制作
同名漫画を実写ドラマ化したコメディーミステリー作品。毎回死体の第一発見者となる主人公が、仲間2人の助けを借りて推理をする1話完結形式である。主題歌のKis-My-Ft2「赤い果実」は本作のために書き下ろされている。
物語のメインとなるモデル仲間の3人組は玉森裕太、小山慶一郎、古川雄輝が務めた。主人公・圭を演じる玉森は、いつも死体の第一発見者になってしまう役の特性から、「毎回同じようなことが起きるからこそ、演技やリアクションを変えていこう」と考え、特に表情について監督と話し合うことで役作りに臨んだ。推理マニアの斎を演じる小山は、玉森の事務所の先輩であり、連続ドラマ出演は約5年ぶり。小山自身は久しぶりにドラマで演技をするため難しさを感じていたが、監督から「素に近い感じ」を求められることで役柄を上手く解釈できるようになった。コミカルに女性をナンパするシモン役は、演じる古川にとって初めての挑戦となった。古川はこれまでクールな役柄を演じることが多かったが、本作では茶色の眉と長髪のカツラ、アイラインなどで外見を変え、社交的でかわいらしい役柄を演じている。
主人公たちはモデルを生業としているため衣装は多様であり、圭はシンプル、御曹司の斎は「育ちの良さそうな服装」、シモンは「パリの美大生のような雰囲気」のファッションが特徴である。また第4話の劇中劇では1970年代に日本で流行したパンタロンやロンドンブーツ、またシャーロック・ホームズ風の探偵衣装を着用している。一方で男性陣が上半身裸になって筋肉を披露するなど、深夜番組ならではの"サービスカット"も随所に現れている。
本作はセットにも強いこだわりをもっている。舞台となるモデル事務所「ウェーブ」について監督である塚本連平は最低限の指示をするのみだったが、美術スタッフによって「ミッドセンチュリーっぽいアメリカンな感じ」を意識して作られた。これは滝藤賢一演じる事務所社長の衣装から着想を得ており、レトロな家具やレンガの壁が特徴となっている。他にもパーティー会場やロッジなど数々のセットが制作されており、特に第4話の舞台となる劇場は、監督である小松隆志の意向によって原作に忠実な平面図を書いたうえで、実在する劇場の中にセットが建てられた。

### プロモーション
本作ではSNSの利用が活発であり、出演者のオフショット掲載や、オンエア中のリアルタイムツイートなどが行われた。
またドラマの放送に先駆けて、2013年に玉森が同じく「金曜ナイトドラマ」枠で主演を務めたテレビドラマ『信長のシェフ』が関東地区で再放送された。同ドラマで玉森演じるケンを支えた夏役の志田未来は、本作の第2話に女優・乙原ゆり役でゲスト出演。劇中には2人の戦国時代以来"450年ぶりの再会"を示唆するセリフが存在するほか、第3話の主人公が包丁を持つシーンで『信長のシェフ』のテーマ曲が流れるなどの小ネタが登場した。
さらに本作の主要登場人物である登一学を演じる豊原功補は、第5話にてトレンチコートを着用。同じく「金曜ナイトドラマ」枠の『時効警察』十文字疾風役を思い起こさせるこの演出は、同ドラマで監督を務めていた塚本連平により撮影された。また第2話に出演した中山優馬は『ぴんとこな』以来に玉森と共演、第4話に出演した矢作穂香は『イタズラなKiss〜Love in TOKYO』以来に古川雄輝と、雑誌『non-no』専属モデル以来に新木優子と共演するなど話題を集めた。

### 評価（テレビドラマ）
ザテレビジョンの試写室では第1話のレビューで、メインを張る圭役の玉森、斎役の小山、シモン役の古川は「絶妙に役割分担された3人」であり、他のキャストもバランスがよく「いろいろな層のファンが楽しめる作品」であると評された。同じくザテレビジョンでは、一見するとモデルたちを中心とした"女子受け"作品だが、その実「金曜ナイトドラマ」枠らしい、ミステリーと小ネタが利いた作品であるとした。一方THE PAGEで志和浩司は、謎解き自体は分かりやすく「本格ミステリーというよりはイケメン3人を楽しむドラマ」と評したうえで、玉森の芝居は「魅力的」であるとした。

### キャスト
弥木圭（まねき けい）〈27〉
演 - 玉森裕太（7歳時：志水透哉）
モデル事務所『ウェーブ』所属のモデル。
行く先々で殺人事件の第一発見者＝重要参考人となってしまい、「犯人は俺じゃない!!」と毎回叫ぶはめになる。そのせいでやがてモデル業界内では「弥木圭と一緒に仕事をすると、殺人事件に遭遇する」という“都市伝説”も広まってしまう。そんな境遇にはうんざりしているが、重要参考人として窮地に陥ると、「今から真相を教えてやる、重要参考人のこの俺が」と宣言し、確信のないままモデル歩きやシェイカーさばきなどで時間かせぎしながら考えをまとめ、斎とシモン曰く“火事場のバカ推理”（火事場の馬鹿力）で真相にたどり着き、犯人を言い当てる。
母・主計には、頻繁に殺人事件に遭遇していることを隠している。
周防斎（すおう いつき）〈29〉
演 - 小山慶一郎
圭と同じ事務所所属のモデル仲間。世界的門閥グループの御曹司。推理マニアで探偵に憧れる自称・名探偵。
ノリが軽く、いつも重要参考人として事件に関わる圭を羨ましがっているようにも見えるが、実は心底心配している。
早乙女果林（さおとめ かりん）〈26〉
演 - 新木優子
ドラマオリジナルキャラクター。本作のヒロイン。警視庁捜査一課所属の新人刑事。
組織班では紅一点らしく、仕事を任せてもらえなかったり手柄を横取りされたりしながらも男社会の中で奮闘している。
実は圭の大学の同級生で元彼女。圭の何度も死体を発見してしまう特異体質が原因で一方的に別れを告げられたため、捜査現場で再会してもつっけんどんな態度を取る。
シモン藤馬（シモン とうま）〈28〉
演 - 古川雄輝
圭と同じ事務所所属のモデル仲間。人懐っこい性格の天然キャラ。
ナンパ好きだが下心はなく、女性なら年齢問わず誰とでも仲良くなれるため、思わぬ情報を手に入れることがある。
牧太真希子（まきた まきこ）
演 - 堀田茜
モデル事務所『ウェーブ』のマネージャー。通称マキマキ。
モデル達には厳しく、女好きのシモンですら恐れる存在。
今井寛太（いまい かんた）
演 - 一井直樹
捜査一課所属で果林の先輩刑事。嫌味な性格で、早乙女には辛く当たる。
浪江篠介（なみえ しのすけ）〈44〉
演 - 滝藤賢一
モデル事務所『ウェーブ』の社長。
自身も元カリスマモデルであり、人脈も広く情報通。オネエ気質で、男の裸に大興奮する。スカーフがトレードマークで、マネキンにかけたものの中からその日身に着けるものを決めている。
登一学（のぼり いちがく）
演 - 豊原功補
果林の上司で、警視庁捜査一課主任。現場で警官達に指示を出すリーダー的存在。
何度も重要参考人になる圭に対して多大な警戒と疑念を抱き、果林に圭をマークするよう命じる。
古仙淳（こせん あつし）〈59〉
演 - 西岡德馬
警視庁捜査一課長。
弥木主計（まねき かずえ）
演 ‐ かとうかず子（第5話・第7話・最終回）
圭の母。息子の「死体を発見してしまう体質」を心配している。
弥木要人（まねき かなめ）
演 ‐ 大澄賢也（第5話 - 最終回）
圭の父。石長島交番勤務の巡査部長。
20年前の平成9年8月7日、石長神社で死亡しているのが発見された。
吉倉清司（よしくら せいじ）
演 - 松平健
警視総監。2年前に警視庁のトップになった人格者。
20年前、圭の父親である要人が殺された「石長島交番警察官殺害事件」では捜査本部の管理官を務めていた。
織居和彦
演 - 瀬野和紀（第7話・最終回）
未解決事件専門のフリージャーナリスト。
20年前の「石長島交番警察官殺害事件」についてあちこちで取材をしている。

### ゲスト

#### 第1話
宇田川周平
演 ‐ マギー
「ミウラ時計」商品企画部社員。15年の間「ログゼル」開発に関わってきた元プロジェクトリーダー。
小高邦江
演 ‐ 遼河はるひ
「ミウラ時計」商品企画部部長。新商品「ログゼル」開発の現プロジェクトリーダー。
牛込弘
演 ‐ 大河内浩
「ミウラ時計」社長。
金重友造
演 ‐ 鈴木拓（ドランクドラゴン）
古美術商。高級懐中時計「プロード」を欲しがっている。
岡本大地
演 - 市川欣希
「ミウラ時計」広報部社員。

#### 第2話
乙原ゆり
演 ‐ 志田未来
朝のドラマの出演から国民的人気となった清純派女優。
魚住爽太
演 ‐ 中山優馬（小学生時：平林智志）
モデル。群馬県草富村出身。1994年1月13日生まれ。
乙原ゆりのファン。「カクテル純絞り」CMのオーディションを受け、最終審査にも合格した。
蔵田司郎　　
演 - 市川知宏
「劇団PORUPORU」の劇団員。「カクテル純絞り」CMのオーディション一次審査合格者。
傷害罪の前科があり、突然キレることがある。
貴志隼人
演 - 橋本全一
「難波モデル事務所」のモデル。関西弁を話す。「カクテル純絞り」CMのオーディション一次審査合格者。
知人に借金があり、CM出演の報酬での返済を画策していた。

#### 第3話
木戸愛奈
演 ‐ 笛木優子
木戸の妻。料理が下手。
木戸聡
演 ‐ 敦士
東京都大笠市矢絣山の山頂ロッジの管理人。不愛想。
前橋光雄
演 ‐ 冨家規政
カメラマン。
天川哲也
演 - 生津徹
コーディネーター。ミステリーファン。
日吉大介
演 - 田中聡元
雑誌編集者。
野中緑
演 - 真凛
メイク・スタイリスト。既婚者。

#### 第4話
紅栞
演 - 雛形あきこ
劇団「オニオンスープ」のベテラン女優。
気に入った新人にはシェイクスピアの「この世は舞台 人はみな役者」という言葉とおまじないを教える。
黒井創
演 - 福田悠太（ふぉ〜ゆ〜）
俳優。1976年設定の観客参加型ミステリー舞台「内海館殺人事件」で初主演を務める。
高遠薫子
演 - 小島藤子
船舶会社令嬢。斎の見合い相手。
斎に個性的な柄のちりめんブックカバーをプレゼントする。
太平洋
演 - 少路勇介
俳優。
東ルナ
演 - 矢作穂香
恋愛禁止のアイドルグループ「レインボーガールズ」所属のアイドル。
印田伊佐治
演 - 真砂京之介
俳優。
極利郎
演 - 佐伯新
演出家。

#### 第5話
柘植梓（つげ あずさ）
演 ‐ 紺野まひる
高級住宅街「錦ヶ丘」の住人。主婦。昭島家の隣人。
空木勝子
演 - 青木さやか
昭島家の向かいの住人。愛犬家で、チワワを飼っている。
浜有起哉
演 - 六角慎司
昭島家の向かいの住人。ディトレーダー。
柘植 すみれ（つげ すみれ）
演 - 山田杏奈
梓の娘。高校1年生。
引田大輔
演 ‐ 辻修
引越し業者「関引越センター」社員。
昭島のぶえ〈72 〉
演 ‐ 岩本多代
引っ越しの依頼主。夫は亡くなり、娘とは離れて暮らしている。社交ダンスが趣味。

#### 第6話
宮田和哉
演 - 岡田義徳
服飾デザイナー。滝坂団地29号棟101号室に事務所をもつ。
塩川歩実
演 - 須藤理彩
NWFプランニングのプランナーで、イベントプロデューサー。
シモンが出演したメンズのインナーショーを企画した。野崎とは大学のイベントサークルで知り合い、2人で会社を立ち上げた。
野崎茂
演 - 姜暢雄
イベントプロデューサー。
塩川と共にインナーショーを企画した。変わったことをして人を驚かせるのが好き。宮田とは中学からのくされ縁。
宮田絵奈
演 - 柳ゆり菜
和哉の妻。
インナーショーを見に来ていた圭と斎に声をかけ、特に圭を気に入る。
戸成金太郎
演 - 阿見201
遺体発見現場となった206号室の向かいの住人。

#### 第7話
田崎典子
演 - 伊藤かずえ
石長島温泉「典坊」の女将。
元は東京の大手広告代理店で働いていたが、先代の父が亡くなったため島に戻って女将となった。
佐久間和夫
演 - モト冬樹
石長島温泉「典坊」の番頭。
鍋島ナオミ
演 - 岩佐真悠子
メイク・スタイリスト。ドラマや雑誌で活躍中。
高江克海
演 - 斉藤陽一郎
カメラマン。海外の写真コンクールでも受賞歴がある。清見をこき使う。
清見悠（きよみ ゆう）
演 - 瀬戸利樹
高江のカメラアシスタントを10年務めている若手カメラマン。最近自らも新人賞をとった有望株。

#### 最終回
左門貴大
演 - 林家三平
組織犯罪対策課警部補。
20年前、「石長島交番警察官殺害事件」で押収された覚せい剤の出所を追っていた。
桐山光晴〈38〉
演 - 粟島瑞丸
指定暴力団石神組の組員。USBデータを手に入れるために圭らを襲う。

### スタッフ
- 原作 - 絹田村子
- 脚本 - 黒岩勉
- 音楽 - 髙見優
- 主題歌 - Kis-My-Ft2「赤い果実」（avex trax）
- 警察監修 - 五社プロダクション
- 演出 - 塚本連平、宝来忠昭、小松隆志
- ゼネラルプロデューサー - 横地郁英（テレビ朝日）
- プロデューサー - 神田エミイ亜希子（テレビ朝日）、浅井千瑞（MMJ）、本郷達也（MMJ）
- 制作 - テレビ朝日、MMJ

### 放送日程
| 各話                                                         | 放送日   | サブタイトル                           | ラテ欄                                                     | 演出     | 視聴率 |
| ------------------------------------------------------------ | -------- | -------------------------------------- | ---------------------------------------------------------- | -------- | ------ |
| 第1話                                                        | 10月20日 | なぜか死体を見つける男                 | なぜか死体を見つける男!? シャンデリアで殺された女帝部長!!  | 塚本連平 | 4.9%   |
| 第2話                                                        | 10月27日 | 殺人オーディションと10年前の"点と線"   | 朝ドラ女優…相手役オーディション殺人!! 村の悲劇との点と線   | 塚本連平 | 5.1%   |
| 第3話                                                        | 11月03日 | 山頂の密室殺人!! 絶品カレーの謎        | 山頂の…密室殺人!! 女将の絶品のカレーが、真犯人の嘘を暴く!? | 宝来忠昭 | 4.9%   |
| 第4話                                                        | 11月10日 | 殺人シェイクスピア                     | 500人の観客の前で殺す復讐トリック!?                        | 小松隆志 | 3.6%   |
| 第5話                                                        | 11月17日 | 隣人の秘密!? セレブ殺人                | セレブ妻たちの裏の顔!? 引越の朝の殺意…捜査一課長と対決!!   | 塚本連平 | 6.5%   |
| 第6話                                                        | 11月24日 | 殺人ファッションショー! 消えた死体の謎 | 消えた死体…!? 殺人ファッションショー! 二人と結婚する女!!   | 小松隆志 | 4.3％  |
| 第7話                                                        | 12月01日 | 湯けむり殺人と20年前の真相             | 最終章!! 温泉女将が隠した20年前の殺人!? 最後の事件         | 宝来忠昭 | 5.4%   |
| 最終回                                                       | 12月08日 | 20年前の殺人…真犯人と対決!!            | 最終回!! 最後の殺人を阻止せよ! 真犯人と最終決戦!!          | 塚本連平 | 3.9％  |
| 平均視聴率 4.8％(視聴率はビデオリサーチ調べ、関東地区・世帯) |          |                                        |                                                            |          |        |

### 関連商品
主要キャスト4人の座談会や制作発表記者会見、メイキングなど計113分を越える特典映像も収録されたDVDとBlu-rayが2018年6月6日に発売され、6月18日付オリコン週間DVDおよびBDランキングのドラマジャンルで共に初登場1位でランクインした。
| テレビ朝日系 金曜ナイトドラマ               | テレビ朝日系 金曜ナイトドラマ               | テレビ朝日系 金曜ナイトドラマ            |
| 前番組                                      | 番組名                                      | 次番組                                   |
| ------------------------------------------- | ------------------------------------------- | ---------------------------------------- |
| あいの結婚相談所 （2017年7月28日 - 9月1日） | 重要参考人探偵 （2017年10月20日 - 12月8日） | ホリデイラブ （2018年1月26日 - 3月16日） |